# Angie Stone
Angie Stone (Columbia, 1961. december 18. – Montgomery, 2025. március 1.) amerikai énekesnő és színésznő.

## Élete és pályafutása
Először az 1980-as évek elején vált ismertté a The Sequence nevű hip-hop együttes tagjaként.
2025. március 1-jén, 63 éves korában halt meg egy autóbalesetben Montgomeryben (Alabama).
Stone két gyermek édesanyja, akik közül az egyik D'Angelo soulénekesnek született[pontosabban?].  

### Albumok
- Black Diamond (1999)
- Mahogany Soul (2001)
- Stone Love (2004)
- The Art of Love & War (2007)
- Unexpected (2009)
- Rich Girl (2013)
- Full Circle (2019)

## Filmográfia
| Év   | Eredeti cím      | Magyar cím             | Szerep          | Magyar hang |
| ---- | ---------------- | ---------------------- | --------------- | ----------- |
| 2002 | The Hot Chick    | Tökös csaj             | Madame Mambuza  |             |
| 2002 | Full Cast & Crew | Hip-hop szerelem       | Önmaga          |             |
| 2003 | Full Cast & Crew | Kísértés két szólamban | Alma            |             |
| 2009 | Father Brown)    | Brown atya             | Rick Fredericks |             |
| 2014 | Full Cast & Crew | Pofázunk és végünk     | Piaci vásárló   |             |

## Fordítás
- Ez a szócikk részben vagy egészben  az   Angie Stone című holland Wikipédia-szócikk fordításán alapul.  Az eredeti cikk szerkesztőit annak laptörténete sorolja fel. Ez a jelzés csupán a megfogalmazás eredetét és a szerzői jogokat jelzi, nem szolgál a cikkben szereplő információk forrásmegjelöléseként.